# 索莱米尼斯
索莱米尼斯（義大利語：Soleminis），是意大利撒丁大区南撒丁省的一个市镇。总面积12.96平方公里，人口1827人，人口密度141.0人/平方公里（2009年）。ISTAT代码为092082。